# Wesoła Polana

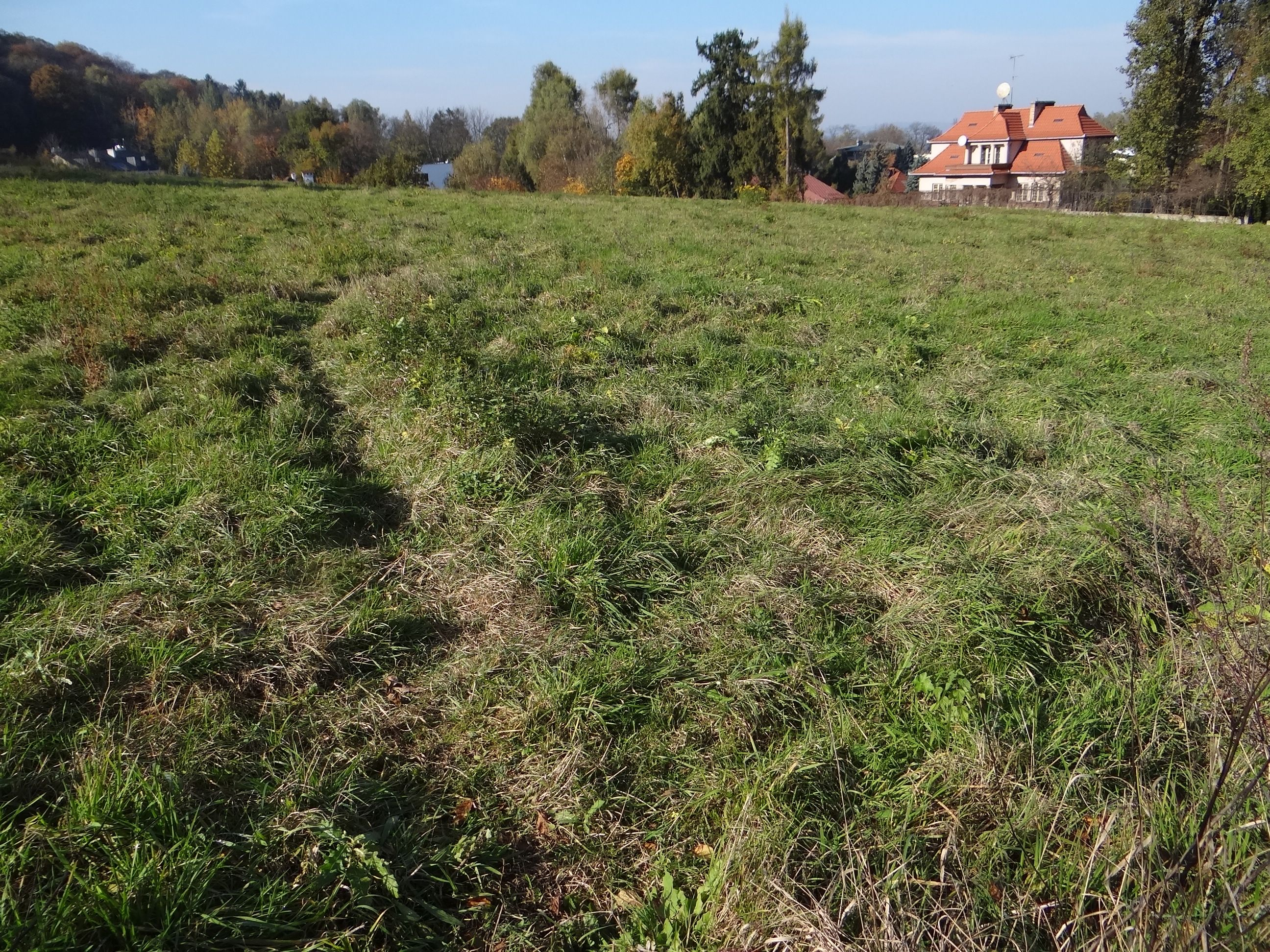
Wesoła Polana

Wesoła Polana – polana na północno-wschodnich podnóżach wzgórza Sowińca, na obrzeżach Lasu Wolskiego w Krakowie. Położona jest na łagodnym stoku, na wysokości około 245–265 m n.p.m. Do jej północnych obrzeży dochodzą zabudowania Woli Justowskiej, a wschodnim obrzeżem prowadzi szlak turystyczny do rezerwatu przyrody Panieńskie Skały i na Kopiec Piłsudskiego.
Polana ma kształt trapezu, dłuższy bok o długości około 250 m i szerokość około 120 m. Dawniej była większa, dochodziła do ul. Kasztanowej, jednak prywatna firma wybudowała na jej północnym obrzeżu 4 domy. Chcący ratować polanę Obywatelski Komitet Ratowania Krakowa zorganizował nawet zbiórkę pieniędzy na wykup terenu. Deweloper zażądał 4 miliony złotych, co było dla komitetu kwotą zbyt wielką.
Jest jedną z kilku polan Lasu Wolskiego. Pozostałe to: Polana na Sowińcu, Polana im. Wincentego Wobra, Polana im. Jacka Malczewskiego, Polana Bielańska, Polana Harcerska.

## Szlaki turystyczne
Aleja Kasztanowa (kościół na Woli Justowskiej) – rozdroże powyżej Wesołej Polany –  rezerwat Panieńskie Skały – Wolski Dół – kopiec Piłsudskiego. Odległość 3,3 km, suma podejść 132 m, czas przejścia około 1 h